# Хотел „Сръбски крал“
Хотел „Сръбски крал“ (на македонска литературна норма: Хотел „Српски Крал“) е хотел в град Струмица, Северна Македония. Обявен е за паметник на културата на Северна Македония.
Сградата е построена в периода 1926 – 1928 година. Разположена е на ъгъла на улиците „Сандо Масев“ и „Благой Мучето“. Сградата е с масивен градеж и в нея отваря врати първият бордей в Струмица.
Хотелът има приземие, етаж и подпокривни помещения. Приземният дял е направен за кафенета, а помещенията на другите два етажа са хотелски апартаменти. Фасадата е богато украсена със силно подчертан венец, профилиран с флорална декорация, която се среща и над, и под прозорците, както и на ъгловата кула.